# Wide Janson
Wide Janson, född 25 februari 1924 i Roslags-Bro socken, Stockholms län, död 14 september 2007 i Norrbärke socken, Dalarnas län, var en svensk grafiker, målare och skulptör.

## Biografi

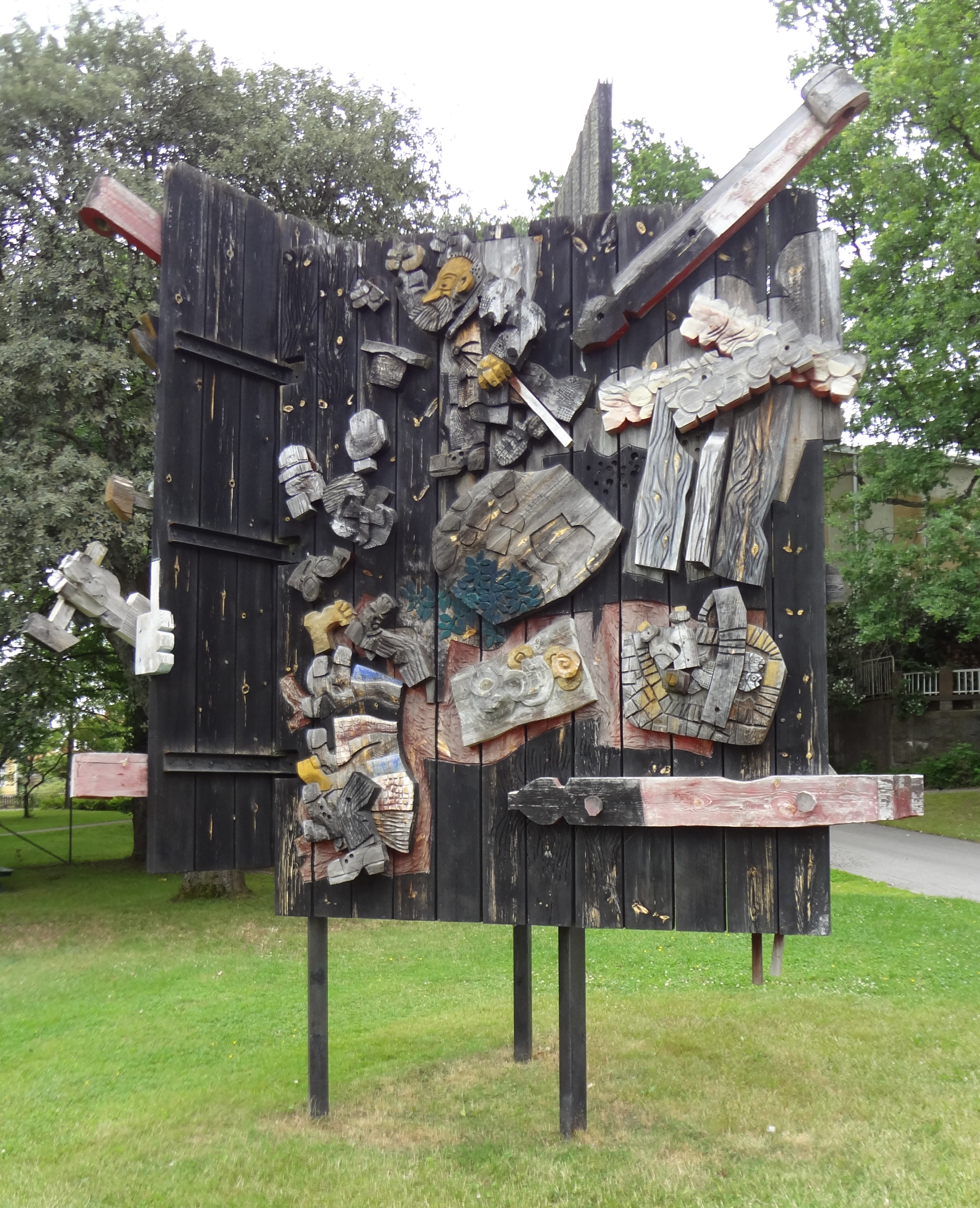
Tre portar, uppfört 1978 i Parken Zoo i Eskilstuna.

Janson studerade en kort tid vid Otte Skölds målarskola och utbildade sig vidare i Spanien och Frankrike. År 1958 bildade han Grödingegruppen tillsammans med Rune Pettersson och Björn (Nalle) Werner, och för en tid också Gerry Eckhardt och Sixten Haage. Gruppen hade bland annat utställningar utomlands, som 1964–1965 i Rom, Milano, Hamburg och Montreal samt 1965 i USA och Polen. Tillsammans med Nalle Werner ställde han ut på De ungas salong i Stockholm 1953 och han medverkade i samlingsutställningen Parisersalongen i Esseltehallen och i Folkrörelsernas konstfrämjande vandringsutställning Konst på papper. Jansson grafiska experiment med över- och limtryck resulterade i livfulla abstrakta bilder. Han gjorde även polykroma träreliefer, kraftfullt bearbetade och skurna ur monolitiska block med indrivna pluggar och spikar. Bland hans offentliga arbeten märks träreliefer till Svenska Träforskningsinstitutet och en polykrom trärelief för Astras fabrik i Nederländerna och reliefer för Lidingö kommun.
Janson konst finns representerad på Nationalmuseum, Moderna museet, Kalmar konstmuseum, Malmö museum, Norrköpings konstmuseum, Eskilstuna konstmuseum, Ystads konstmuseum, Sundsvalls museum, Jönköpings museum, Örebro läns landsting, Umeå universitet och Gelsenkirchen museum i Tyskland.